# アゼルバイジャン＝ジョージア国境
アゼルバイジャン＝ジョージア国境（アゼルバイジャン＝ジョージアこっきょう、アゼルバイジャン語: Azərbaycan–Gürcüstan sərhədi, グルジア語: აზერბაიჯან-საქართველოს საზღვარი, ラテン文字転写: azerbaijan-sakartvelos sazghvari）は、アゼルバイジャンとジョージアの間の国境である。
西端のアルメニアとの三国国境から北東に進み、ジャンダリ湖を通った後で南東に曲がる。ミンガチェビル貯水池付近からアラザニ川に沿って北東、後に北西に進む。ツノリの東でアラザニ川から離れて北東に進み、東端のロシアとの三国国境に至る。延長は428キロメートルである。

## 歴史
コーカサス地方は19世紀を通して、衰退しつつあったオスマン帝国、ガージャール朝（ペルシャ）、南下を意図していたロシア帝国の間で争われていた。ロシアは、1801年に現在のジョージア東部のカルトリ・カヘティ王国を、1804年に現在のジョージア西部のイメレティ王国を併合した。1800年代、ロシアはペルシャとオスマン帝国の領土に侵攻し、国境を南に押し下げた。ロシア・ペルシャ戦争とその後のゴレスターン条約によって、ロシアは現在のアゼルバイジャンの大部分とアルメニアの一部を獲得した。ロシアはジョージアとアゼルバイジャンの領土に、チフリス、クタイス、バクー、エリザヴェトポリの各グベールニヤ（県）を設置した。

ザカタル管区を含む旧チフリス県の地図

1917年のロシア革命の後、南コーカサスの人々は1918年4月にザカフカース民主連邦共和国の建国を宣言し、オスマン帝国との和平交渉を開始した。同年5月にジョージアが連邦から離脱し、その直後にアルメニアとアゼルバイジャンも脱退して連邦は崩壊し、3つの共和国の間の国境を巡って紛争が勃発した。アゼルバイジャンとジョージアの間の紛争は、旧チフリス県におけるザカタル管区の扱いを巡るものだった。ソビエトロシアが1920年のモスクワ条約でジョージアの独立を承認したが、この条約の中でザカタルがジョージア領とされていたため、アゼルバイジャン政府が抗議した。1920年5月、ソビエトロシアの後ろ盾で国境画定を行うことで合意がなされた。1920年6月12日に開催された和平交渉で国境の大部分について合意され、ザカタルの扱いはソビエトロシア主導の委員会によって決定された。
1920年、ソビエトロシアの赤軍がアルメニアとアゼルバイジャンに侵攻し、両国の独立は終了した。翌1921年にはジョージアにも侵攻した。1921年7月5日、ソビエトロシアはザカタルをアゼルバイジャン領とし、それ以外の国境についてはそのままとすることを確認し、1921年11月15日の条約で最終決定された。1922年、アゼルバイジャンとジョージアはアルメニアとともにソ連領内のザカフカース社会主義連邦ソビエト共和国に編入されたが、1936年にアゼルバイジャン・ソビエト社会主義共和国、グルジア・ソビエト社会主義共和国として分離された。
1991年にソビエト連邦が崩壊して構成共和国が独立し、構成共和国の境界がそのまま国境となった。1994年に国境画定作業が開始されたが、領有権を主張する領域に重なりがあるため、作業はいまだに完了していない。国境にある赤い橋の周辺には、1990年代の第一次ナゴルノ・カラバフ戦争の時に埋められた地雷がそのままになっている箇所がある。アゼルバイジャンによって、ジョージアの混乱に乗じてアルメニアがこの地域を自国領土への攻撃に利用することを恐れて敷設されたものである。また、ジョージア人にとっての聖地であるダヴィド・ガレジ複合修道院は、国境のすぐそばにあり、特に紛争が絶えない。
ジョージア領内のクヴェモ・カルトリ州南部などに少数のアゼルバイジャン人が居住し、アゼルバイジャン領内のサインギロ地方などにインギロイ人と呼ばれる少数のジョージア人が居住する。

## 国境通過点

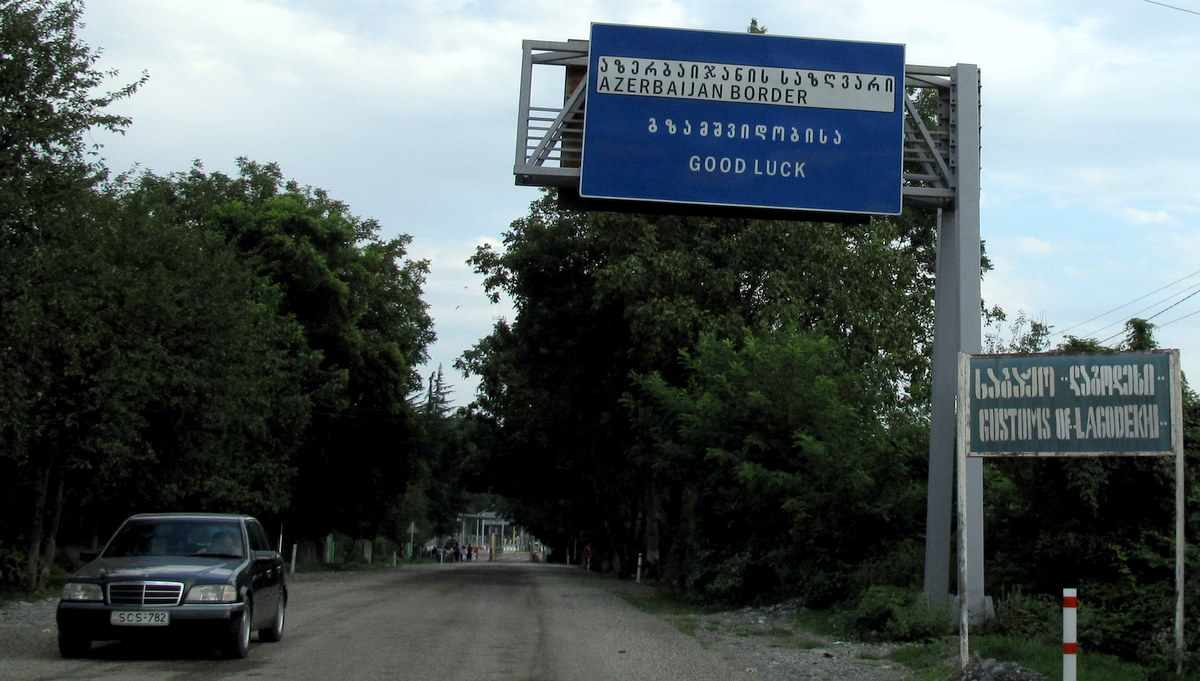
国境通過点のジョージア側から見たアゼルバイジャン

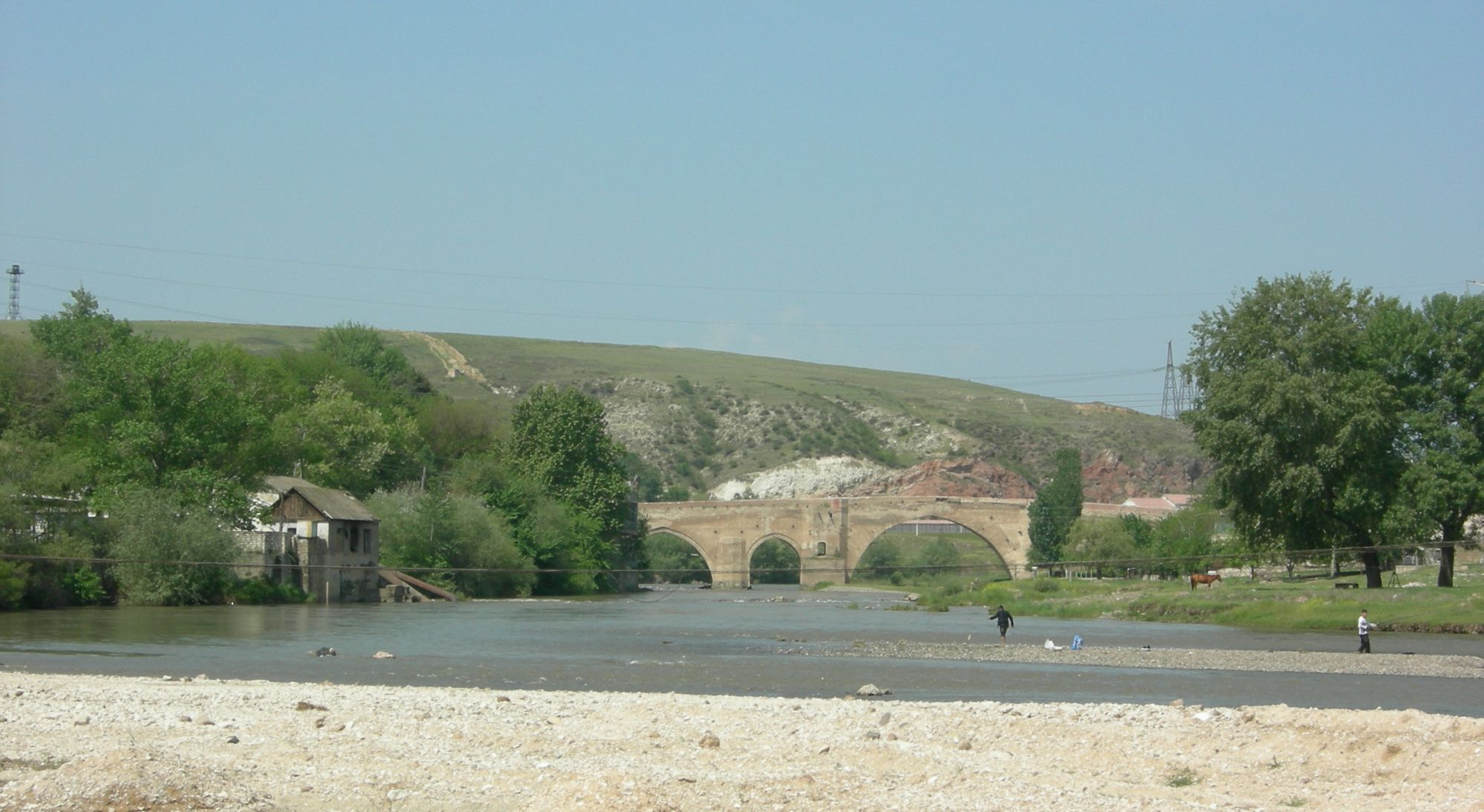
国境通過点にある「赤い橋」

両国間の通行可能な国境通過点は以下の通りである。
- ガザフ県イスマイル・シクリー（英語版） (AZE) - Tsiteli (GEO) - 国境に赤い橋が架かる[19][20]。
- アグスタファ県（英語版）Sadıqlı (AZE) - Vakhtangisi "Mtkvari" (GEO))[21]
- ザガタラ県（英語版）Muğanlı (AZE) - Samtatskaro (GEO)[22]
- バラカン県（英語版）バラカン（英語版） (AZE) - ラゴデヒ（英語版） (GEO)[23][20]